# سید محمد اتابک
سیّد محمّد اتابک (زادهٔ ۱۳۳۷) مدیر اجرایی ایرانی است که از سال ۱۴۰۳ به‌عنوان وزیر صنعت، معدن و تجارت در دولت مسعود پزشکیان فعالیت می‌کند.
اتابک کارشناس ارشد مهندسی عمران از دانشگاه میشیگان آمریکا است. وی با ۲۳۱ رأی از مجموع ۲۸۸ رأی مأخوذه، اعتماد نمایندگان مجلس را برای تصدی پست وزرات صنعت، معدن و تجارت کسب کرد و به عنوان وزیر صمت دولت چهاردهم جمهوری اسلامی ایران انتخاب شد.

## سوابق
او از سال ۱۳۸۲ تا ۱۳۹۰ مدیرعامل سیمان تهران بود. در کارنامه کاری وی نائب رییسی شرکت سیمان تهران، مدیرعاملی و نایب رییسی هیئت مدیره شرکت اکباتان، عضویت و ریاست هیئت مدیره شرکت‌های مختلف از جمله سرمایه‌گذاری بانک مسکن، شرکت صدرا و چندین شرکت تولیدی دیگر به چشم می‌خورد. او همچنین مجری طرح نواب، بیمارستان‌ها و کارخانجات سیمان و فولاد مختلف در کشور بوده است.
اتابک پیش از این به مدت هشت سال در فاصله سال‌های سال‌های ۱۳۹۰ تا ۱۳۹۸ مدیرعامل هلدینگ صنایع معدنی کاوه پارس  و مشاور  شرکت پارس ریل البرزبود. او از سال ۱۳۹۸ به عنوان معاون اقتصادی بنیاد مستضعفان منصوب شد.
- رئیس انجمن صنفی کارفرمایان صنعت سیمان کشور
- رئیس هیئت مدیره انجمن سیمان
- رئیس هیئت مدیره سیمان تهران
- عضو شورای مشورتی وزارت صنایع و مجلس
- عضویت و ریاست هیئت مدیره سرمایه‌گذاری بانک مسکن
- عضویت و ریاست هیئت مدیره شرکت صدرا
- مدیرعامل سیمان تهران به مدت هشت سال از سال ۱۳۸۲ تا ۱۳۹۰
- مدیرعامل هلدینگ صنایع معدنی کاوه پارس از سال ۱۳۹۰ تا سال ۱۳۹۸
- معاون اقتصادی بنیاد مستضعفان از سال ۱۳۹۹
- عضو هیئت نمایندگان و نایب رئیس[۳] اتاق بازرگانی تهران از سال ۱۳۹۲ تا ۱۴۰۰

گسترش صنایع معدنی کاوه پارس شرکت هلندیگ شرکت‌های معدنی و فلزات بنیاد مستضعفان است که اتابک عضویت در هیئت مدیره و مدیرعاملی آن را برعهده داشت. در سال ۲۰۲۰، دفتر کنترل سرمایه‌های خارجی وزارت خزانه داری آمریکا متعاقب فرمان اجرایی ۱۳۸۷۶ دونالد ترامپ، رئیس‌جمهور وقت این کشور، بنیاد مستضعفان و اتابک را به خاطر مدیرعاملی کاوه پارس به فهرست سیاه اشخاص ویژه تحریم‌شده خود افزود. در دی ۱۴۰۲ با جایگزینی حسین دهقان به جای پرویز فتاح، در رأس بنیاد مستضعفان، اتابک از این سمت کنار رفت.